# Udinese Calcio 2023-2024
Questa voce raccoglie le informazioni riguardanti l'Udinese Calcio nelle competizioni ufficiali della stagione 2023-2024.

## Stagione
La stagione 2023-2024 è per i friulani la 29ª consecutiva in Serie A, nonché la 51ª in totale.
In panchina viene confermato Andrea Sottil, ma questi raccoglie 6 punti con altrettanti pareggi nelle prime nove giornate, venendo quindi sollevato dall'incarico con la squadra al 18º posto. La società richiama allora Gabriele Cioffi, alla sua seconda stagione sulla panchina bianconera. Dopo un fortunato pareggio a Monza, i friulani espugnano il San Siro rossonero (0-1) ma raccolgono un'unica vittoria casalinga nel girone d'andata battendo il Bologna di Motta (3-0), rimanendo al sedicesimo posto.
Nel girone di ritorno le zebrette vincono clamorosamente allo Juventus Stadium (0-1) e all'Olimpico laziale (1-2). Nonostante queste affermazioni, la squadra rimane costantemente in fondo alla classifica e raccoglie non poche delusioni, specialmente in casa. La partita interna contro al Milan (persa dai bianconeri per 3-2) viene sospesa a causa di fischi e ululati della curva contro al portiere rossonero Maignan, mentre la 32ª giornata viene sospesa a 13 minuti dalla fine a causa di un malore sul campo del romanista N'Dicka e terminata il 25 aprile con il risultato di 1-2 per i giallorossi. La disfatta nell'infuocato derby del triveneto al Bentegodi (1-0) fa piombare i friulani dietro ai rivali diretti del Verona e Cioffi viene sollevato dall'incarico, in favore di Fabio Cannavaro, che esordisce terminando il suddetto recupero con la Roma e strappa un punto al Bologna ritrovandosi al 18º posto, due punti dietro Empoli, Verona e Frosinone e tre davanti al Sassuolo in caduta libera.

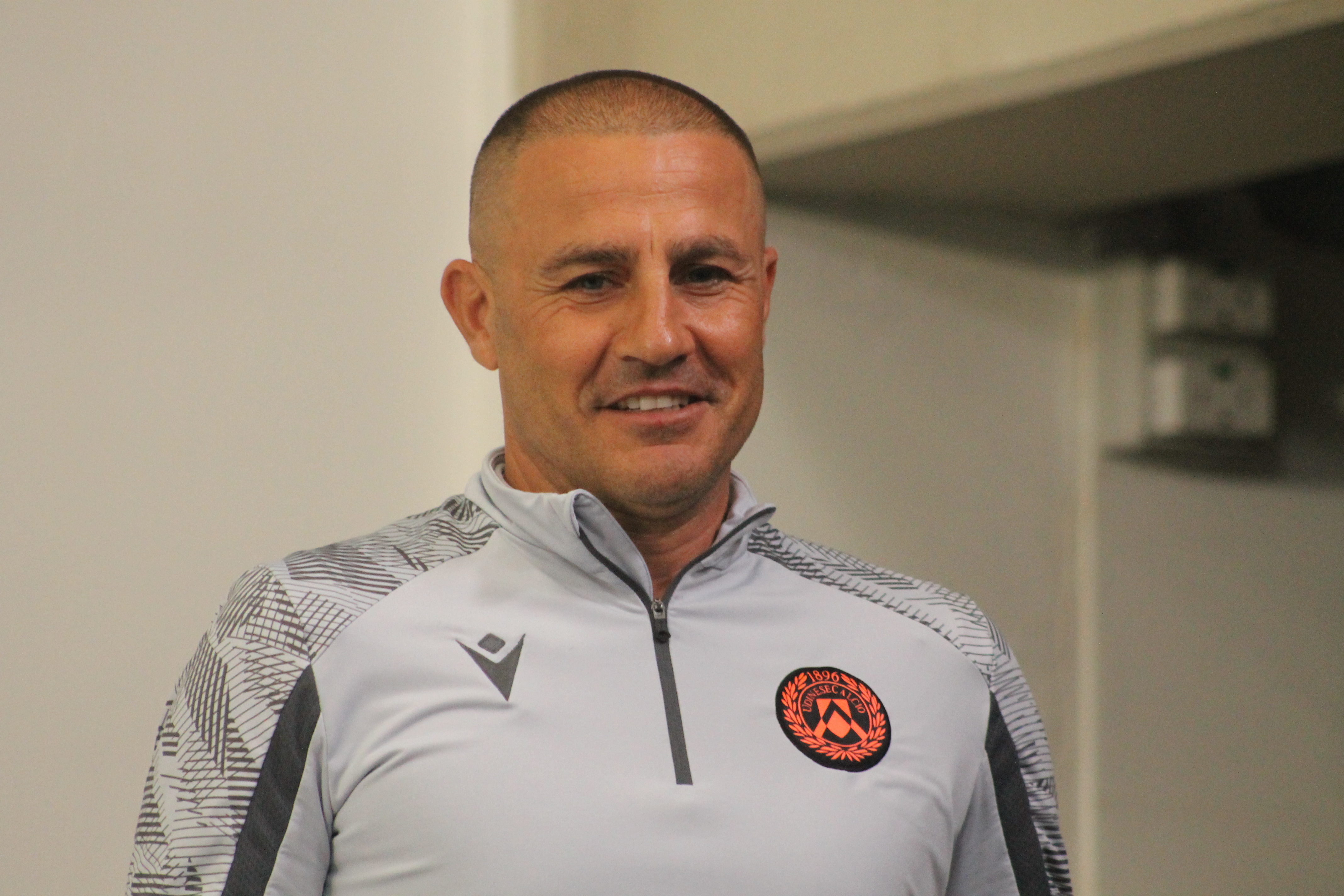
Fabio Cannavaro, subentrato a Gabriele Cioffi, porterà i Friulani alla salvezza. A fine stagione non verrà confermato.

Nelle ultime partite l'Udinese pareggia nei minuti di recupero in casa contro il Napoli (1-1) per poi vincere a Lecce contro i giallorossi già certi della salvezza (0-2); seguono un pareggio conquistato al 104' su rigore in casa contro l'Empoli (1-1) e infine una vittoria allo Stirpe contro il Frosinone di per 0-1, che garantisce la salvezza all'ultima giornata ai bianconeri e sancisce contemporaneamente la retrocessione dei ciociari, complice il 2-1 dell'Empoli ai danni della Roma che vale la salvezza per la squadra toscana.

## Divise e sponsor
Lo sponsor tecnico per stagione 2023-2024 è Macron. Il main sponsor è la Regione Friuli-Venezia Giulia, attraverso il marchio istituzionale "Io Sono Friuli Venezia Giulia"; confermati il co-sponsor Prestipay, lo sleeve sponsor Prosciutto di San Daniele e il back sponsor Bluenergy.
| Casa | Trasferta | Terza divisa |

## Rosa
Rosa e numerazione aggiornate al 1º febbraio 2024
| N. |                           | Ruolo | Calciatore        |
| -- | ------------------------- | ----- | ----------------- |
| 1  | Italia (bandiera)         | P     | Marco Silvestri   |
| 2  | Irlanda (bandiera)        | D     | Festy Ebosele     |
| 3  | Marocco (bandiera)        | D     | Adam Masina       |
| 4  | Slovenia (bandiera)       | C     | Sandi Lovric      |
| 5  | Francia (bandiera)        | D     | Axel Guessand     |
| 6  | Spagna (bandiera)         | C     | Oier Zarraga      |
| 7  | Nigeria (bandiera)        | A     | Isaac Success     |
| 8  | Portogallo (bandiera)     | C     | Domingos Quina    |
| 9  | Inghilterra (bandiera)    | A     | Keinan Davis      |
| 10 | Spagna (bandiera)         | A     | Gerard Deulofeu   |
| 11 | Brasile (bandiera)        | C     | Walace            |
| 12 | Costa d'Avorio (bandiera) | D     | Hassane Kamara    |
| 13 | Portogallo (bandiera)     | D     | João Ferreira     |
| 14 | Irlanda (bandiera)        | D     | James Abankwah    |
| 15 | Francia (bandiera)        | C     | Marley Aké        |
| 16 | Croazia (bandiera)        | D     | Antonio Tikvić    |
| 17 | Italia (bandiera)         | A     | Lorenzo Lucca     |
| 18 | Argentina (bandiera)      | D     | Nehuén Pérez      |
| 19 | Paesi Bassi (bandiera)    | D     | Kingsley Ehizibue |
| 20 | Portogallo (bandiera)     | A     | Vivaldo Semedo    |

| N. |                      | Ruolo | Calciatore                 |
| -- | -------------------- | ----- | -------------------------- |
| 21 | Guinea (bandiera)    | C     | Etienne Camara             |
| 22 | Brasile (bandiera)   | A     | Brenner                    |
| 23 | Camerun (bandiera)   | D     | Enzo Ebosse                |
| 24 | Serbia (bandiera)    | C     | Lazar Samardžić            |
| 25 | Italia (bandiera)    | C     | Marco Ballarini            |
| 26 | Francia (bandiera)   | A     | Florian Thauvin            |
| 27 | Belgio (bandiera)    | D     | Christian Kabasele         |
| 29 | Slovenia (bandiera)  | D     | Jaka Bijol                 |
| 30 | Argentina (bandiera) | D     | Lautaro Giannetti          |
| 31 | Danimarca (bandiera) | D     | Thomas Kristensen          |
| 32 | Argentina (bandiera) | C     | Martin Payero              |
| 33 | Zimbabwe (bandiera)  | D     | Jordan Zemura              |
| 34 | Belgio (bandiera)    | A     | Sekou Diawara              |
| 37 | Argentina (bandiera) | C     | Roberto Pereyra (capitano) |
| 40 | Nigeria (bandiera)   | P     | Maduka Okoye               |
| 79 | Slovenia (bandiera)  | C     | David Pejičić              |
| 80 | Italia (bandiera)    | A     | Simone Pafundi             |
| 83 | Italia (bandiera)    | D     | Samuel John Nwachukwu      |
| 93 | Italia (bandiera)    | P     | Daniele Padelli            |

## Calciomercato

### Sessione estiva
| Acquisti         | Acquisti           | Acquisti               | Acquisti                  |
| R.               | Nome               | da                     | Modalità                  |
| ---------------- | ------------------ | ---------------------- | ------------------------- |
| A                | Brenner            | FC Cincinnati          | definitivo (10 milioni €) |
| C                | Etienne Camara     | Huddersfield Town      | definitivo (2 milioni €)  |
| A                | Lorenzo Lucca      | Pisa                   | prestito (800 mila €)     |
| D                | Jordan Zemura      |                        | svincolato                |
| C                | Oier Zarraga       |                        | svincolato                |
| A                | Marley Aké         | Juventus               | prestito                  |
| D                | João Ferreira      | Watford                | prestito                  |
| C                | Domingos Quina     | Watford                | definitivo                |
| D                | Christian Kabasele | Watford                | definitivo                |
| A                | Thomas Kristensen  | Aarhus                 | definitivo (3 milioni €)  |
| Altre operazioni |                    |                        |                           |
| R.               | Nome               | da                     | Modalità                  |
| D                | Hassane Kamara     | Watford                | fine prestito             |
| D                | Filip Benković     | Eintracht Braunschweig | fine prestito             |
| A                | Cristo González    | Sporting Gijón         | fine prestito             |
| C                | Martin Palumbo     | Juventus Next Gen      | fine prestito             |
| C                | Marco Ballarini    | Trento                 | fine prestito             |
| A                | Simone Ianesi      | Pontedera              | fine prestito             |
| C                | Mattia Damiani     | Arezzo                 | fine prestito             |

| Cessioni         | Cessioni          | Cessioni          | Cessioni                    |
| R.               | Nome              | a                 | Modalità                    |
| ---------------- | ----------------- | ----------------- | --------------------------- |
| A                | Beto              | Everton           | definitivo (25 milioni €)   |
| D                | Rodrigo Becão     | Fenerbahçe        | definitivo (8,31 milioni €) |
| D                | Filip Benković    | Trabzonspor       | prestito (500 mila €)       |
| A                | Cristo González   | Arouca            | gratuito                    |
| C                | Tolgay Arslan     | Melbourne City    | svincolato                  |
| A                | Simone Ianesi     | Pontedera         | gratuito                    |
| C                | Mattia Damiani    | Arezzo            | gratuito                    |
| C                | Martin Palumbo    | Juventus Next Gen | definitivo                  |
| D                | Leonardo Buta     | Gil Vicente       | prestito                    |
| D                | James Abankwah    | Charlton          | prestito                    |
| C                | Roberto Pereyra   |                   | svincolato                  |
| A                | Ilija Nestorovski |                   | svincolato                  |
| A                | Marvin Zeegelaar  |                   | svincolato                  |
| Altre operazioni |                   |                   |                             |
| R.               | Nome              | a                 | Modalità                    |
| D                | Destiny Udogie    | Tottenham         | fine prestito               |

### Sessione invernale
| Acquisti         | Acquisti          | Acquisti | Acquisti      |
| R.               | Nome              | da       | Modalità      |
| ---------------- | ----------------- | -------- | ------------- |
| D                | Lautaro Giannetti |          | svincolato    |
| Altre operazioni |                   |          |               |
| R.               | Nome              | da       | Modalità      |
| D                | James Abankwah    | Charlton | fine prestito |

| Cessioni         | Cessioni       | Cessioni  | Cessioni             |
| R.               | Nome           | a         | Modalità             |
| ---------------- | -------------- | --------- | -------------------- |
| D                | Axel Guessand  | Volendam  | prestito             |
| C                | Marley Aké     | Juventus  | risoluzione prestito |
| A                | Vivaldo Semedo | Volendam  | prestito             |
| A                | Simone Pafundi | Losanna   | prestito             |
| C                | Domingos Quina | Vizela    | prestito             |
| D                | Adam Masina    | Torino    | prestito             |
| C                | Etienne Camara | Charleroi | prestito             |
| Altre operazioni |                |           |                      |
| R.               | Nome           | a         | Modalità             |

## Risultati

### Serie A

#### Girone di andata
| Arbitro: | Rapuano (Rimini) |

|  |           |                                            |
|  | Marcatori | 2’ Chiesa 20’ (rig.) Vlahović 45+3’ Rabiot |

| Arbitro: | Massa (Imperia) |

|         |           |               |
| Dia 72’ | Marcatori | 57’ Samardžić |

| Udine 2 settembre 2023, ore 18:30 CEST 3ª giornata | Udinese                  | 0 – 0 referto | Frosinone | Stadio Friuli (20 116 spett.)\| Arbitro: \| Guida (Torre Annunziata) \| |
| Arbitro:                                           | Guida (Torre Annunziata) |               |           |                                                                         |

| Cagliari 17 settembre 2023, ore 12:30 CEST 4ª giornata | Cagliari        | 0 – 0 referto | Udinese | Unipol Domus (15 121 spett.)\| Arbitro: \| Doveri (Roma 1) \| |
| Arbitro:                                               | Doveri (Roma 1) |               |         |                                                               |

| Arbitro: | Chiffi (Padova) |

|  |           |                                       |
|  | Marcatori | 32’ Martínez Quarta 90+2’ Bonaventura |

| Arbitro: | Manganiello (Pinerolo) |

|                                                                 |           |               |
| Zieliński 19’ (rig.) Osimhen 39’ K'varatskhelia 74’ Simeone 81’ | Marcatori | 80’ Samardžić |

| Arbitro: | Mariani (Aprilia) |

|                                 |           |                      |
| Lucca 23’ Matturro 90+1’ (aut.) | Marcatori | 14’, 41’ Guðmundsson |

| Empoli 6 ottobre 2023, ore 18:30 CEST 8ª giornata | Empoli           | 0 – 0 referto | Udinese | Stadio Carlo Castellani (7 128 spett.)\| Arbitro: \| Fabbri (Ravenna) \| |
| Arbitro:                                          | Fabbri (Ravenna) |               |         |                                                                          |

| Arbitro: | Tremolada (Monza) |

|                    |           |             |
| Thauvin 49’ (rig.) | Marcatori | 83’ Piccoli |

| Arbitro: | Prontera (Bologna) |

|             |           |           |
| Colpani 27’ | Marcatori | 66’ Lucca |

| Arbitro: | Sacchi (Macerata) |

|  |           |                    |
|  | Marcatori | 62’ (rig.) Pereyra |

| Arbitro: | Aureliano (Bologna) |

|            |           |               |
| Walace 44’ | Marcatori | 90+2’ Éderson |

| Arbitro: | Massimi (Termoli) |

|                                        |           |             |
| Mancini 20’ Dybala 81’ El Shaarawy 90’ | Marcatori | 56’ Thauvin |

| Arbitro: | Maresca (Napoli) |

|                             |           |                                         |
| Kabasele 16’ Lucca 30’, 72’ | Marcatori | 37’ (rig.) Đurić 61’ Ngonge 90+7’ Henry |

| Arbitro: | Di Bello (Brindisi) |

|                                                           |           |  |
| Çalhanoğlu 37’ (rig.) Dimarco 42’ Thuram 44’ Martínez 84’ | Marcatori |  |

| Arbitro: | Manganiello (Pinerolo) |

|                       |           |                                |
| Lucca 36’ Pereyra 55’ | Marcatori | 75’ (rig.), 88’ (rig.) Berardi |

| Arbitro: | Fabbri (Ravenna) |

|          |           |             |
| Ilić 88’ | Marcatori | 81’ Zarraga |

| Arbitro: | Orsato (Schio) |

|                                  |           |  |
| Pereyra 23’ Lucca 48’ Payero 52’ | Marcatori |  |

| Arbitro: | Sacchi (Macerata) |

|            |           |                           |
| Walace 59’ | Marcatori | 12’ Pellegrini 76’ Vecino |

#### Girone di ritorno
| Arbitro: | Pairetto (Nichelino) |

|                              |           |                        |
| Beltrán 55’ Nzola 87’ (rig.) | Marcatori | 10’ Lovric 73’ Thauvin |

| Arbitro: | Maresca (Napoli) |

|                           |           |                                         |
| Samardžić 42’ Thauvin 62’ | Marcatori | 31’ Loftus-Cheek 83’ Jović 90+3’ Okafor |

| Arbitro: | Piccinini (Forlì) |

|                             |           |  |
| Mirančuk 33’ Scamacca 45+1’ | Marcatori |  |

| Udine 3 febbraio 2024, ore 15:00 CET 23ª giornata | Udinese            | 0 – 0 referto | Monza | Bluenergy Stadium (11 373 spett.)\| Arbitro: \| Prontera (Bologna) \| |
| Arbitro:                                          | Prontera (Bologna) |               |       |                                                                       |

| Arbitro: | Abisso (Palermo) |

|  |           |               |
|  | Marcatori | 25’ Giannetti |

| Arbitro: | Mariani (Aprilia) |

|            |           |             |
| Zemura 14’ | Marcatori | 44’ Gaetano |

| Arbitro: | Fourneau (Roma 1) |

|                      |           |  |
| Retegui 36’ Bani 40’ | Marcatori |  |

| Arbitro: | Manganiello (Pinerolo) |

|                 |           |              |
| H. Kamara 45+3’ | Marcatori | 10’ Tchaouna |

| Arbitro: | Aureliano (Bologna) |

|                      |           |                       |
| Giannetti 49’ (aut.) | Marcatori | 47’ Lucca 51’ Zarraga |

| Arbitro: | Colombo (Como) |

|  |           |                       |
|  | Marcatori | 10’ Zapata 53’ Vlašić |

| Arbitro: | Fabbri (Ravenna) |

|            |           |             |
| Defrel 41’ | Marcatori | 44’ Thauvin |

| Arbitro: | Piccinini (Forlì) |

|               |           |                                      |
| Samardžić 40’ | Marcatori | 55’ (rig.) Çalhanoğlu 90+5’ Frattesi |

| Arbitro: | Pairetto (Nichelino) |

|             |           |                            |
| Pereyra 23’ | Marcatori | 64’ Lukaku 90+5’ Cristante |

| Arbitro: | Guida (Torre Annunziata) |

|               |           |  |
| Coppola 90+3’ | Marcatori |  |

| Arbitro: | Sacchi (Macerata) |

|                  |           |              |
| Saelemaekers 78’ | Marcatori | 45+1’ Payero |

| Arbitro: | Aureliano (Bologna) |

|               |           |             |
| Success 90+2’ | Marcatori | 51’ Osimhen |

| Arbitro: | Massa (Imperia) |

|  |           |                         |
|  | Marcatori | 36’ Lucca 85’ Samardžić |

| Arbitro: | Guida (Torre Annunziata) |

|                         |           |                  |
| Samardžić 90+14’ (rig.) | Marcatori | 90’ (rig.) Niang |

| Arbitro: | Doveri (Roma 1) |

|  |           |           |
|  | Marcatori | 76’ Davis |

### Coppa Italia
| Arbitro: | Minelli (Varese) |

|                                            |           |                |
| Lovric 9’ Beto 49’ Thauvin 64’ Lucca 90+3’ | Marcatori | 12’ Vandeputte |

| Arbitro: | Cosso (Reggio Calabria) |

|              |           |                         |
| Guessand 63’ | Marcatori | 80’ Viola 120’ Lapadula |

## Statistiche

### Statistiche di squadra
| Competizione | Punti | In casa | In casa | In casa | In casa | In casa | In casa | In trasferta | In trasferta | In trasferta | In trasferta | In trasferta | In trasferta | Totale | Totale | Totale | Totale | Totale | Totale | DR  |
| Competizione | Punti | G       | V       | N       | P       | Gf      | Gs      | G            | V            | N            | P            | Gf           | Gs           | G      | V      | N      | P      | Gf     | Gs     | DR  |
| ------------ | ----- | ------- | ------- | ------- | ------- | ------- | ------- | ------------ | ------------ | ------------ | ------------ | ------------ | ------------ | ------ | ------ | ------ | ------ | ------ | ------ | --- |
| Serie A      | 37    | 19      | 1       | 11      | 7       | 21      | 29      | 19           | 5            | 8            | 6            | 16           | 24           | 38     | 6      | 19     | 13     | 37     | 53     | -16 |
| Coppa Italia | -     | 2       | 1       | 0       | 1       | 5       | 3       | 0            | 0            | 0            | 0            | 0            | 0            | 2      | 1      | 0      | 1      | 5      | 3      | +2  |
| Totale       | -     | 21      | 2       | 11      | 8       | 26      | 32      | 19           | 5            | 8            | 6            | 16           | 24           | 40     | 7      | 19     | 14     | 42     | 56     | -14 |

### Andamento in campionato
| Giornata  | 1  | 2  | 3  | 4  | 5  | 6  | 7  | 8  | 9  | 10 | 11 | 12 | 13 | 14 | 15 | 16 | 17 | 18 | 19 | 20 | 21 | 22 | 23 | 24 | 25 | 26 | 27 | 28 | 29 | 30 | 31 | 32 | 33 | 34 | 35 | 36 | 37 | 38 |
| --------- | -- | -- | -- | -- | -- | -- | -- | -- | -- | -- | -- | -- | -- | -- | -- | -- | -- | -- | -- | -- | -- | -- | -- | -- | -- | -- | -- | -- | -- | -- | -- | -- | -- | -- | -- | -- | -- | -- |
| Luogo     | C  | T  | C  | T  | C  | T  | C  | T  | C  | T  | T  | C  | T  | C  | T  | C  | T  | C  | C  | T  | C  | T  | C  | T  | C  | T  | C  | T  | C  | T  | C  | C  | T  | T  | C  | T  | C  | T  |
| Risultato | P  | N  | N  | N  | P  | P  | N  | N  | N  | N  | V  | N  | P  | N  | P  | N  | N  | V  | P  | N  | P  | P  | N  | V  | N  | P  | N  | V  | P  | N  | P  | P  | P  | N  | N  | V  | N  | V  |
| Posizione | 13 | 13 | 16 | 16 | 17 | 17 | 17 | 17 | 18 | 17 | 16 | 16 | 16 | 16 | 17 | 17 | 17 | 15 | 16 | 16 | 16 | 16 | 16 | 15 | 15 | 15 | 15 | 13 | 15 | 14 | 15 | 17 | 17 | 18 | 18 | 15 | 17 | 15 |

Fonte:  Serie A – Classifica, su legaseriea.it.
Legenda:

Luogo: C = Casa; T = Trasferta. Risultato: V = Vittoria; N = Pareggio; P = Sconfitta.

### Statistiche dei giocatori
Sono in corsivo i calciatori che hanno lasciato la società a stagione in corso.
| Giocatore     | Serie A  | Serie A | Serie A     | Serie A    | Coppa Italia | Coppa Italia | Coppa Italia | Coppa Italia | Totale   | Totale | Totale      | Totale     |
| Giocatore     | Presenze | Reti    | Ammonizioni | Espulsioni | Presenze     | Reti         | Ammonizioni  | Espulsioni   | Presenze | Reti   | Ammonizioni | Espulsioni |
| ------------- | -------- | ------- | ----------- | ---------- | ------------ | ------------ | ------------ | ------------ | -------- | ------ | ----------- | ---------- |
| J. Abankwah   | 0        | 0       | 0           | 0          | 0            | 0            | 0            | 0            | 0        | 0      | 0           | 0          |
| M. Aké        | 1        | 0       | 0           | 0          | 2            | 0            | 0            | 0            | 3        | 0      | 0           | 0          |
| M. Ballarini  | 0        | 0       | 0           | 0          | 0            | 0            | 0            | 0            | 0        | 0      | 0           | 0          |
| Beto          | 1        | 0       | 0           | 0          | 1            | 1            | 0            | 0            | 2        | 1      | 0           | 0          |
| J. Bijol      | 24       | 0       | 3           | 0          | 1            | 0            | 0            | 0            | 25       | 0      | 3           | 0          |
| Brenner       | 8        | 0       | 0           | 0          | 0            | 0            | 0            | 0            | 8        | 0      | 0           | 0          |
| E. Camara     | 0        | 0       | 0           | 0          | 1            | 0            | 0            | 0            | 1        | 0      | 0           | 0          |
| K. Davis      | 8        | 1       | 2           | 0          | 0            | 0            | 0            | 0            | 8        | 1      | 2           | 0          |
| G. Deulofeu   | 0        | 0       | 0           | 0          | 0            | 0            | 0            | 0            | 0        | 0      | 0           | 0          |
| S. Diawara    | 0        | 0       | 0           | 0          | 1            | 0            | 0            | 0            | 1        | 0      | 0           | 0          |
| F. Ebosele    | 31       | 0       | 5           | 1          | 1            | 0            | 0            | 0            | 32       | 0      | 5           | 1          |
| E. Ebosse     | 1        | 0       | 0           | 0          | 0            | 0            | 0            | 0            | 1        | 0      | 0           | 0          |
| K. Ehizibue   | 22       | 0       | 5           | 0          | 0            | 0            | 0            | 0            | 22       | 0      | 5           | 0          |
| J. Ferreira   | 35       | 0       | 10          | 0          | 2            | 0            | 1            | 0            | 37       | 0      | 11          | 0          |
| L. Giannetti  | 7        | 1       | 4           | 0          | 0            | 0            | 0            | 0            | 7        | 1      | 4           | 0          |
| A. Guessand   | 1        | 0       | 0           | 0          | 2            | 1            | 1            | 0            | 3        | 1      | 1           | 0          |
| C. Kabasele   | 13       | 1       | 5           | 0          | 1            | 0            | 0            | 0            | 14       | 1      | 5           | 0          |
| H. Kamara     | 35       | 1       | 4           | 0          | 2            | 0            | 0            | 0            | 37       | 1      | 4           | 0          |
| T. Kristensen | 26       | 0       | 4           | 1          | 0            | 0            | 0            | 0            | 26       | 0      | 4           | 1          |
| S. Lovric     | 29       | 1       | 1           | 1          | 2            | 1            | 0            | 0            | 31       | 2      | 1           | 1          |
| L. Lucca      | 37       | 8       | 6           | 0          | 2            | 1            | 0            | 0            | 39       | 9      | 6           | 0          |
| A. Masina     | 4        | 0       | 2           | 0          | 1            | 0            | 1            | 0            | 5        | 0      | 3           | 0          |
| S. Nwachukwu  | 0        | 0       | 0           | 0          | 1            | 0            | 0            | 0            | 1        | 0      | 0           | 0          |
| M. Okoye      | 21       | -25     | 2           | 0          | 1            | -2           | 0            | 0            | 22       | -27    | 2           | 0          |
| D. Padelli    | 0        | 0       | 0           | 0          | 0            | 0            | 0            | 0            | 0        | 0      | 0           | 0          |
| S. Pafundi    | 1        | 0       | 0           | 0          | 1            | 0            | 0            | 0            | 2        | 0      | 0           | 0          |
| M. Payero     | 29       | 2       | 6           | 1          | 0            | 0            | 0            | 0            | 29       | 2      | 6           | 1          |
| D. Pejičić    | 0        | 0       | 0           | 0          | 1            | 0            | 0            | 0            | 1        | 0      | 0           | 0          |
| R. Pereyra    | 27       | 4       | 6           | 0          | 0            | 0            | 0            | 0            | 27       | 4      | 6           | 0          |
| N. Pérez      | 36       | 0       | 9           | 1          | 0            | 0            | 0            | 0            | 36       | 0      | 9           | 1          |
| E. Piana      | 0        | 0       | 0           | 0          | 0            | 0            | 0            | 0            | 0        | 0      | 0           | 0          |
| D. Quina      | 3        | 0       | 0           | 0          | 1            | 0            | 1            | 0            | 4        | 0      | 1           | 0          |
| L. Samardžić  | 34       | 6       | 3           | 0          | 0            | 0            | 0            | 0            | 34       | 6      | 3           | 0          |
| Vivaldo       | 1        | 0       | 0           | 0          | 0            | 0            | 0            | 0            | 1        | 0      | 0           | 0          |
| M. Silvestri  | 17       | -28     | 0           | 0          | 1            | -1           | 0            | 0            | 18       | -29    | 0           | 0          |
| I. Success    | 27       | 1       | 3           | 0          | 0            | 0            | 0            | 0            | 27       | 1      | 3           | 0          |
| F. Thauvin    | 29       | 5       | 3           | 0          | 2            | 1            | 0            | 0            | 31       | 6      | 3           | 0          |
| A. Tikvić     | 1        | 0       | 0           | 0          | 1            | 0            | 0            | 0            | 2        | 0      | 0           | 0          |
| Walace        | 37       | 2       | 7           | 0          | 1            | 0            | 0            | 0            | 38       | 2      | 7           | 0          |
| O. Zarraga    | 14       | 2       | 0           | 0          | 2            | 0            | 0            | 0            | 16       | 2      | 0           | 0          |
| J. Zemura     | 27       | 1       | 1           | 0          | 2            | 0            | 0            | 0            | 29       | 1      | 1           | 0          |